# Гарсия, Пабло Хавьер
Па́бло Хавье́р Гарси́я Лафлу́ф (исп. Pablo Javier García Lafluf; родился 15 апреля 1999 года, Монтевидео, Уругвай) — уругвайский футболист, полузащитник клуба «Коритиба».

## Биография
Гарсия — воспитанник столичного клуба «Ливерпуль». 14 февраля 2016 года в матче против «Пласа Колония» он дебютировал в уругвайской Примере, заменив во втором тайме Федерико Мартинеса.
В 2018 году перешёл в аргентинский «Ривер Плейт». Однако не сыграл за основную команду «миллионеров» ни одного матча. В начале 2019 года вернулся на родину, став игроком «Насьоналя». За три сезона выиграл с «трёхцветными» два чемпионата Уругвая.
В 2022 году перешёл в бразильскую «Коритибу».

## Достижения
- Чемпион Уругвая (2): 2019, 2020
- Вице-чемпион Уругвая (1): 2021